# 지요즈루
치요즈루(일본어: 千代鶴 ちよづる[*])는 가마쿠라 시대 중기부터 후기에 걸쳐 살은 여성이다. 타케하라 코바야카와씨 초대 당주 코바야카와 마사카게의 정실이다. 아버지는 코바야카와 스에히라 (카게히라의 아들로, 동생은 마사카게의 아버지 시게히라)의 아들 쿠사이 스에야스 (쿠사이씨 초대 당주)이다.
치요즈루가 마사카게의 정실이 됨으로써, 아버지 쿠사이 스에야스의 일족 쿠사이씨는 타케하라 코바야카와씨의 서자로써 타케하라 코바야카와가의 한쪽 날개를 담당하는 일족으로 성장하게 된다. 후에 이 일족으로부터 타케하라 코바야카와 성을 칭하는 자도 나타났다.
코바야카와 마사카게 측에서 보면 사촌 관계에 해당한다. 자녀로는 코바야카와 카게무네가 있다.